# Sawarna
Sawarna is een bestuurslaag in het regentschap Lebak van de provincie Banten, Indonesië. Sawarna telt 4325 inwoners (volkstelling 2010).